# Schismatoglottis sarikeensis
Schismatoglottis sarikeensis là một loài thực vật có hoa trong họ Ráy (Araceae). Loài này được (Bogner & M.Hotta) A.Hay & Bogner mô tả khoa học đầu tiên năm 2000.